# ألبرت تشيستر
ألبرت تشيستر (بالإنجليزية: Albert Chester)‏ (17 مارس 1886 في المملكة المتحدة - 1943) هو لاعب كرة قدم بريطاني (وحمل سابقاً جنسية المملكة المتحدة لبريطانيا العظمى وأيرلندا) في مركز مهاجم داخلي. لعب مع بريستون نورث إيند وتوتنهام هوتسبير ونادي برينتفورد وCroydon Common F.C. ‏.